# Phoenix Mercury 2017
La stagione 2017 delle Phoenix Mercury fu la 21ª nella WNBA per la franchigia.
Le Phoenix Mercury arrivarono terze nella Western Conference con un record di 18-16. Nei play-off vinsero il primo turno con le Seattle Storm (1-0), il secondo turno con le Connecticut Sun (1-0), perdendo poi la semifinale con le Los Angeles Sparks (3-0).

## Roster
| N° | Naz.                   | Ruolo | Sportivo          | Anno | Alt. | Peso |
| -- | ---------------------- | ----- | ----------------- | ---- | ---- | ---- |
| 0  | Stati Uniti (bandiera) | AC    | Angel Robinson    | 1987 | 198  | 88   |
| 3  | Stati Uniti (bandiera) | G     | Diana Taurasi     | 1982 | 183  | 78   |
| 5  | Australia (bandiera)   | G     | Leilani Mitchell  | 1985 | 165  | 58   |
| 6  | Stati Uniti (bandiera) | G     | Yvonne Turner     | 1987 | 175  | 59   |
| 8  | Australia (bandiera)   | G     | Stephanie Talbot  | 1990 | 185  | 87   |
| 10 | Stati Uniti (bandiera) | A     | Emma Cannon       | 1989 | 188  | 90   |
| 11 | Stati Uniti (bandiera) | G     | Danielle Robinson | 1989 | 175  | 57   |
| 14 | Stati Uniti (bandiera) | G     | Shay Murphy       | 1985 | 180  | 74   |
| 15 | Stati Uniti (bandiera) | G     | Alexis Prince     | 1994 | 188  | 81   |
| 20 | Stati Uniti (bandiera) | A     | Camille Little    | 1985 | 188  | 82   |
| 23 | Australia (bandiera)   | C     | Cayla Francis     | 1989 | 193  | 87   |
| 25 | Stati Uniti (bandiera) | GA    | Monique Currie    | 1983 | 183  | 80   |
| 42 | Stati Uniti (bandiera) | C     | Brittney Griner   | 1990 | 203  | 94   |
| 45 | Stati Uniti (bandiera) | A     | Sophie Brunner    | 1995 | 185  | 85   |

## Staff tecnico
- Allenatore: Sandy Brondello
- Vice-allenatori: Julie Hairgrove, Todd Troxel
- Preparatore atletico: Tamara Poole
- Preparatore fisico: Kristine Foltz